# Sammy Crooks
Samuel Dickinson „Sammy“ Crooks (* 16. Januar 1908 in Bearpark; † 3. Februar 1981 in Belper) war ein englischer Fußballspieler. Bei seinen insgesamt 26 Länderspielen in der Zeit zwischen 1930 und 1936 schoss er für die englische Fußballnationalmannschaft sieben Tore.

## Sportlicher Werdegang
Crooks wurde in einer Großfamilie als 17. Kind geboren. Nach seiner Schulzeit arbeitete er als Bergarbeiter und spielte parallel auf Amateurebene für Tow Law Town und Durham City. Als er vermehrt an Rheumaanfällen zu leiden begann, wurde ihm von Seiten seines Arztes nahegelegt, die Untertagearbeit aufzugeben. Nachdem er sich gesundheitlich wieder stabilisiert hatte, wurde er im Jahr 1927 von dem damaligen Trainer von Derby County, George Jobey, entdeckt. Obwohl Crooks aufgrund seiner etwas schmächtigen Statur als Offensivspieler in der zentralen Position ungeeignet schien, konnte er früh als wendiger und trickreicher Außenstürmer die spielerische Qualität des Vereins beleben.
In den folgenden Jahren spielte Crooks in insgesamt 445 Meisterschafts- und Pokalspielen für Derby County und erzielte dabei 111 Tore. Seine größten Erfolge waren dabei der Gewinn der englischen Vizemeisterschaft in den Jahren 1930 und 1936. Am 5. April 1930 debütierte er außerdem für die englische Nationalmannschaft, als Schottland mit 5:2 im Wembley-Stadion geschlagen werden konnte. Auch in der Folgezeit sollte er sich in der Auswahl Englands etablieren und kam hinter Eddie Hapgood auf die meisten Einsätze in dieser Zeit. Dabei wurde er zeitweise sogar Stanley Matthews vorgezogen.
Zur Mitte der 1930er Jahre stand Crooks vor einem Wechsel zum FC Arsenal, als er gemeinsam mit seinem Mannschaftskollegen Tommy Cooper in ein Tauschgeschäft für Alex James einbezogen wurde. Da James seinen Wert als zu gering eingeschätzt sah, scheiterte diese Transaktion jedoch.
Nach dem Ende des Zweiten Weltkriegs verpasste Crooks im Jahr 1946 das Finale im FA Cup, das der persönliche Höhepunkt in seiner Fußballerlaufbahn hätte sein können. Er verletzte sich im Vorfeld am Knie, konnte jedoch kurzfristig für das Endspiel gesunden. Da Trainer Stuart McMillan kein Risiko eingehen wollte, verzichtete er auf Crooks. Im darauffolgenden Jahr beendete Crooks seine Karriere als Fußballspieler.
Crooks startete dann seine Trainerlaufbahn bei Retford Town und wechselte dann 1949 zu Shrewsbury Town, um dort in der dritten Liga bis 1954 tätig zu sein. Er eröffnete anschließend ein Sportbekleidungsgeschäft in Derby, das er mit seinem ehemaligen Mannschaftskameraden Harry Elliot führte. Nach drei weiteren Trainerjahren im Amateurbereich wurde er Chefscout bei Derby County und zog sich dann 1967 vollständig vom Fußballsport zurück.